# Voie de desserte intérieure
 (mai 2025).
La Voie de Desserte Intérieure ou VDI est une voie de circulation interne d'une longueur de 1.4 km située au deuxième sous-sol du palais du Louvre.  La VDI fut réalisée lors des travaux du Grand Louvre afin de permettre une circulation aisée des œuvres et des services techniques au sein du musée. 
La VDI comporte une aire de livraison permettant le dépôt direct de colis volumineux. Ses couloirs ont une hauteur maximale de 3.43 m et une largeur maximale de 4 m. Ils sont équipés d'un système de différents types de feux de signalisation. Certains servent à indiquer la fermeture d'une porte coupe-feu ; d'autres, bicolores, sont utilisés pour la régulation du trafic ; enfin, des feux clignotants reliés à des détecteurs alertent sur la proximité d'un véhicule en circulation. La vitesse est limitée à 10 km/h. 
Lors de l'élaboration du projet de Centre de conservation du Louvre à Liévin, des problèmes liés à l'entretien de la VDI sont évoqués.
Fermée au public, elle est parfois visitée par de petits groupes de personnes dans le cadre d'événements particuliers, comme par exemple lors du Téléthon 2020. 